# Simpang Empat (Simpang Empat)
Simpang Empat is een bestuurslaag in het regentschap Asahan van de provincie Noord-Sumatra, Indonesië. Simpang Empat telt 13.076 inwoners (volkstelling 2010).